# Spoorlijn 38B
Spoorlijn 38B was een Belgische spoorlijn van Micheroux naar Les Xhawirs.

## Geschiedenis
De lijn is 1877 aangelegd voor de bediening van de steenkoolmijnen 'Les Halles' en 'Les Xhawirs' door de Belgische Staat. Na sluiting van de mijnen in 1969 is hij nog gebruikt voor de afvoer van mijninstallaties in 1972 en 1973. Officieel buiten dienst gesteld op 3 december 1980 en opgebroken in 1986.

## Aansluitingen
In de volgende plaats was er een aansluiting op de volgende spoorlijn:
Y Micheroux
Spoorlijn 38 tussen Chênée en Plombières